# Alekuriren
Alekuriren är en gratistidning, som började spridas 1996 och som har registrerats som dagstidning av Kungliga Biblioteket sedan den 1 januari 2006. 

## Historia
Förlaget för tidningen heter Alekuriren AB i Älvängen. Till skillnad från många andra  lokaltidningar är Alekuriren helt fristående och ingår inte i någon av de stora mediekoncernerna. Alekuriren driver också en reklambyråverksamhet under varumärket Peach, en webb- och designbyrå.
Redaktionen ligger i Älvängen, och utgivningen startade 1996. Sedan 2006 finns den också som nättidning.Ansvarig utgivare är Per-Anders Klöversjö sedan 1 januari 2013 (möjligen tidigare). Redaktör under tiden 1 januari 2013 till 31 december 2014-var Per-Anders Klöversjö, datum osäkert. Från 13 januari 2015 har Jonas Andersson varit redaktör.  Varje vecka på tisdagar (med uppehåll under sommaren) distribueras till hushållen i Ale kommun samt till hushållen i Lödöse och Nygård inom Lilla Edets kommun. En gång i månaden delas den ut i hela Lilla Edets kommun.
Tidningen trycks av Bold Printing i Borås. Tidningen har 24 till 48 sidor. Upplagan ligger på omkring 17000 exemplar , medan ett nummer i månaden når 23 000 exemplar. Annonsuppfattningen har varit cirka 50 % eller över åren 2015-2021.
Tidigare gratistidningar inom Ale kommun med samma funktion har varit Ale allehanda 1975–1988 och Ale tidning 1986–1997.